# Большая Увайка
Большая Увайка — река в Удмуртии, левый приток Сюзяшурки.
Длина реки — 12 км. Исток на краю лесного массива недалеко от точки соприкосновения границ Можгинского, Малопургинского и Увинского районов. Общее направление течения — юго-восточное. Течёт через село Норья, где впадает основной приток — Малая Увайка (лев), ниже него на реке имеется крупный пруд. После деревни Кулаево впадает в Сюзяшурку.
В бассейне реки также находится д. Красный Яр.

## Данные водного реестра
По данным государственного водного реестра России относится к Камскому бассейновому округу, водохозяйственный участок реки — Иж от истока и до устья, речной подбассейн реки — бассейны притоков Камы до впадения Белой. Речной бассейн реки — Кама.
Код водного объекта в государственном водном реестре — 10010101212111100027224.